# Хакбердиев, Худойберди
Худойберди Хакбердиев (узб. Xudoyberdi Haqberdiyev; род. 1 июня 1949, Самарканд, Узбекская ССР) — советский, узбекский художник-керамист, гончар.  Академик Академии художеств Узбекистана (1997). Один из ведущих художников-керамистов самаркандской школы. Член Союза художников Узбекистана и Союза художников СССР (1973).

## Биография
Худойберди Хакбердиев родился 1 июня 1949 года в Самарканде (по другим данным в Булунгурском районе Самаркандской области). С 1956 по 1966 годы был учащимся средней общеобразовательной школы № 23 Самаркандского района Самаркандской области. В 1967 году начал обучение ремеслу в мастерской Самаркандского художественного фонда Союза художников Узбекистана у известного самаркандского мастера Народного художника Узбекистана Умара Джуракулова. С 1968 года начал работу как самостоятельный мастер; с 1978 года состоит в творческом объединении «Усто». 
В 1973 году стал членом Союза художников Узбекской ССР и Союза художников СССР, в 1997 году — действительным членом Академии художеств Узбекистана. С 1997 по 2007 годы передавал свой опыт молодому поколению, работая мастером наставником Областного дворца одаренных детей при управлении Народного образования. Член Государственной комиссии по приему и  выпускным экзаменам  архитектурного факультета Самаркандского государственного архитектурно-строительного института, член Учёного Совета Самаркандского музея-заповедника.

## Творчество
Худойберди Хакбердиев является одним из ведущих художников-керамистов самаркандской школы. Его творчество тесно связано с культурно-историческими традициями узбекского гончарного мастерства. Работы Хакбердиева поражают изящным решением формы в уникальных тематических композициях: «Драконы» (1972), «Давление» (1990), «Согдиана» (1991—1992), «Ургут—Самарканд» (1991—1992), «Саратон» (1996), «Самарканд» (2002), «Великий шелковый путь» (2004). Работает в разных направлениях, в том числе делает традиционную посуду и терракотовые игрушки, такие работы, как: «Ослик», «Дракон», «Горный козёл», композиции: «На базар», «В гостях», «У тандыра» и другие.
С 1967 года Хакбердиев принимает участие в национальных и международных выставках. На протяжении нескольких лет участвовал в ежегодной майской выставке профессиональных мастеров в городе Гауда (Нидерланды). Произведения художника хранятся в музеях и частных коллекциях Узбекистана и зарубежных стран, таких как: Государственный музей истории и культуры Узбекистана, Государственный музей искусств Узбекистана, Государственный музей прикладного искусства Узбекистана, Музей Востока в Москве, Музей А. Л. Штиглица в Санкт-Петербурге, Белорусский Государственный музей истории искусства.

## Награды
- Орден «Знак Почёта» (1982)
- Серебряная медаль Академии художеств Узбекистана (2003)[3]